# Test di agglutinazione delle particelle di Treponema pallidum

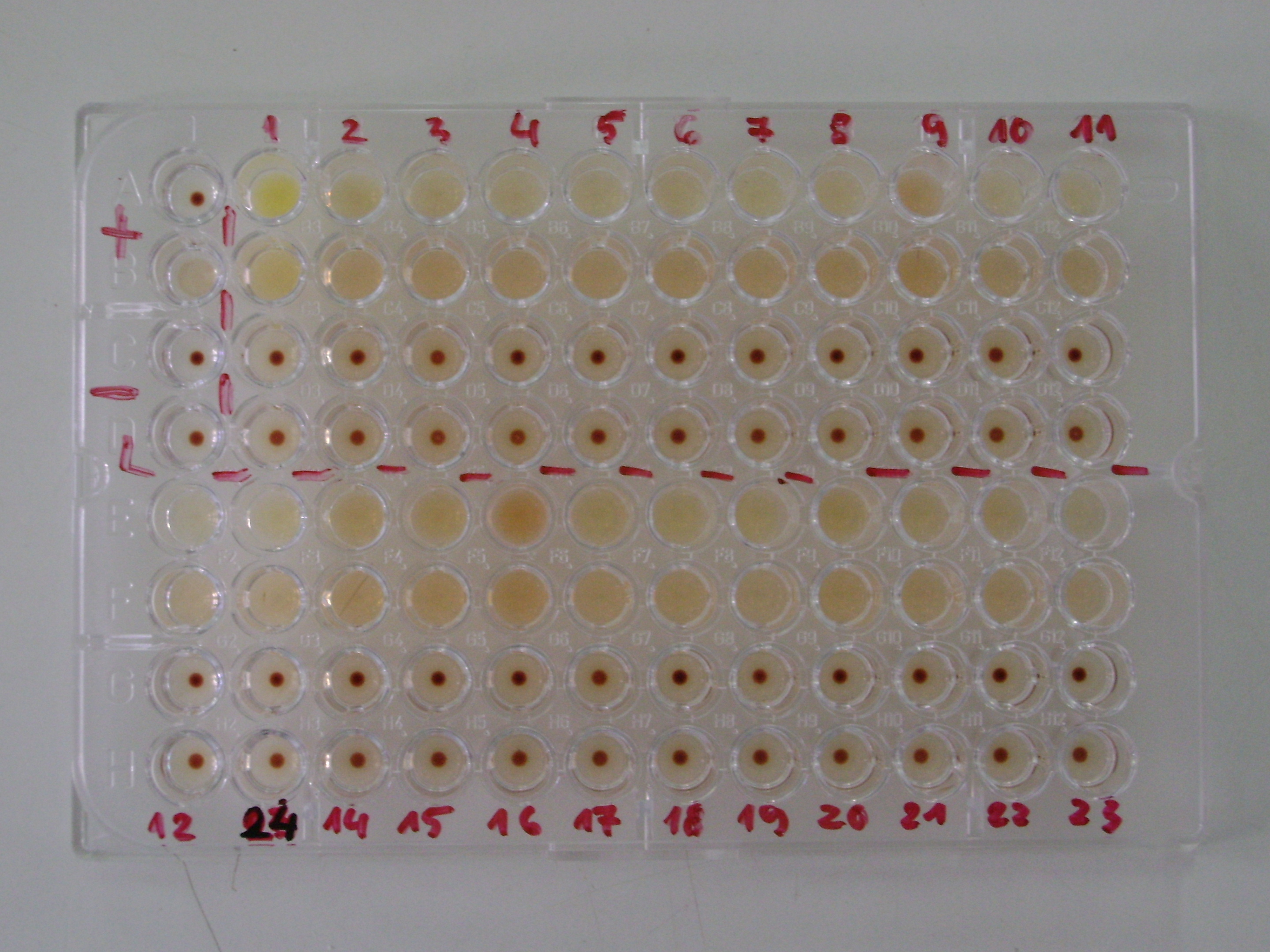
Fig. 1: Micropozzetti che mostrano un test TPHA positivo e negativo

Il saggio di agglutinazione delle particelle di Treponema pallidum (chiamato anche test TPPA ) è un saggio di agglutinazione indiretta utilizzato per il rilevamento e la titolazione di anticorpi contro il Treponema pallidum sottospecie pallidum, l'agente causale della sifilide.
Nel test, le particelle di gelatina vengono sensibilizzate con l'antigene T. pallidum. Il siero del paziente viene mescolato con il reagente contenente le particelle di gelatina sensibilizzate. Le particelle si aggregano per formare grumi se il siero del paziente è positivo per la sifilide. L'aggregazione del siero del paziente è dato dal contenuto di anticorpi contro T. pallidum. Un test negativo non mostra alcun agglomerato di particelle di gelatina. Questo è un tipo di test treponemico specifico per la sifilide.
Un test treponemico specifico simile per la sifilide è il saggio di emoagglutinazione del Treponema pallidum o TPHA. TPHA è un test di emoagglutinazione indiretta utilizzato per la rilevazione e la titolazione di anticorpi contro l'agente causale della sifilide, Treponema pallidum subspecies pallidum.
Nel test, i globuli rossi (eritrociti) vengono sensibilizzati con antigeni del T. pallidum pallidum. Le cellule si aggregano quindi sulla superficie di una piastra di test se esposte al siero di un paziente con sifilide. È usato come test di conferma per l'infezione da sifilide. Un risultato del test negativo mostra un pulsante stretto o una macchia di globuli rossi sulla superficie della capsula del test. Spesso una piastra di prova in plastica contenente molti piccoli pozzetti viene utilizzata in modo che molti pazienti possano essere testati contemporaneamente. Si noti che l'immagine (Fig. 1) dei pozzetti sulla piastra del test e i risultati del test positivo e negativo sembrano diversi.
Per la sifilide primaria, il TPPA ha una sensibilità dall'85% al 100% e una specificità dal 98% al 100%. Nella sifilide secondaria e tardiva latente, il TPPA ha una sensibilità dal 98% al 100%.
Anticorpi contro altri organismi treponema, come T. sottospecie pallidum endemicum, pertenue, o carateum, può causare risultati falsi positivi. Esistono vari metodi per adsorbire questi anticorpi dal campione prima dell'emoagglutinazione.